# 斯威夫特克里克鎮區 (北卡羅萊納州皮特縣)
斯威夫特克里克鎮區（英語：Swift Creek Township）是位於美國北卡羅萊納州皮特縣的一個鎮區。

## 地方資料
斯威夫特克里克鎮區的面積為80.98平方千米，皆為陸地。根據2020年美國人口普查的數據，當地共有人口1634人，而人口密度為每平方千米20.18人。